# Mejorana

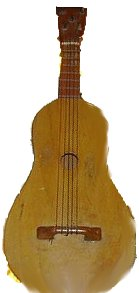
Mejorana

Mejorana ou mejoranera é um Instrumento musical de cordas, tradicional do Panamá. É esculpida em um bloco de madeira e é moldado como um cavaquinho. O corpo é muito fino, talvez devido a uma relação com a guitarra barroca, que foi levado para a América Central por colonizadores espanhóis. O instrumento tem cinco cordas, que originalmente foram criados a partir de fibras secas ou cabelos de cavalo, atualmente é produzida em cordas de nylon. A madeira utilizada para a fabricação é o cedro.